# تپه پیرموسی
تپه پیر موسی مربوط به پیش از تاریخ و دوره اشکانیان است و در شهرستان تبریز، بخش مرکزی شهرستان تبریز، روستای سهلان  واقع شده و این اثر در تاریخ ۱ فروردین ۱۳۴۷ با شمارهٔ ثبت ۷۸۴ به‌عنوان یکی از آثار ملی ایران به ثبت رسیده است.